# Vohwinkeler Flohmarkt

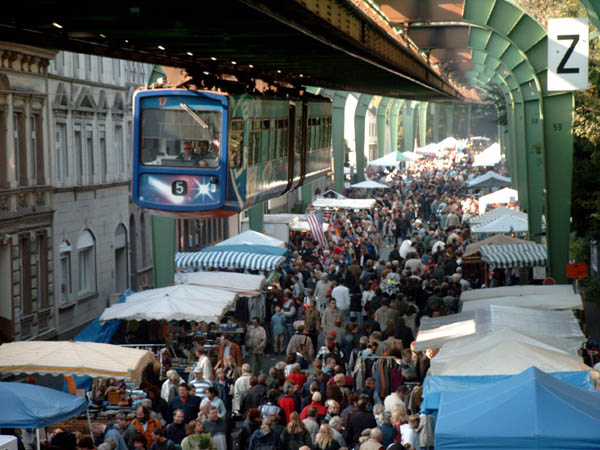
Vohwinkeler Flohmarkt

Der Vohwinkeler Flohmarkt findet seit 1971 am letzten September-Sonntag unter der Wuppertaler Schwebebahn im Stadtteil Vohwinkel statt.

## Geschichte
Der Vohwinkeler Flohmarkt entwickelte sich von einer bescheidenen, improvisierten Stadtteilveranstaltung im Jahre 1971 bereits 1980 mit über 300.000 Besuchern zum weltgrößten Eintages-Flohmarkt mit entsprechender Eintragung ins Guinness-Buch der Rekorde. In den Anfangsjahren wurde der Flohmarkt überwiegend von der Gemeinschaft der Einzelhändler im Stadtteil organisiert. Seit 1973 obliegt die Organisation der Arbeitsgemeinschaft Vohwinkeler Vereine, die bis heute dieses Volksfest in ehrenamtlicher Tätigkeit durchführt.
Alljährlich wird der Vohwinkeler Flohmarkt an diesem einen Sonntag von ca. 250.000 Menschen aus dem gesamten Bundesgebiet besucht. In einigen Jahren, bei entsprechend gutem Wetter, gingen die offiziellen Schätzungen der Polizei und der Stadtverwaltung Wuppertal sogar von bis zu 500.000 Besuchern aus. Aus organisatorischen Gründen sah sich die Arbeitsgemeinschaft Vohwinkeler Vereine schon in den Anfangsjahren des Flohmarktes dazu genötigt, die Aufbauphase zum Flohmarkt schon am Vorabend beginnen zu lassen. Das führte bald dazu, dass der Flohmarkt schon in der Nacht ab 0 Uhr von Tausenden Besuchern als Nachtflohmarkt genutzt wurde.
Die Arbeitsgemeinschaft Vohwinkeler Vereine (AGVV) als Veranstalter dieses „Spektakels“ konnte immer wieder prominente Persönlichkeiten als Schirmherren für die Veranstaltung gewinnen, darunter der Bundespräsident Johannes Rau, der Außenminister Hans-Dietrich Genscher, der Arbeitsminister Norbert Blüm, der damalige Bundestagspräsident Dr. Rainer Barzel, der Botschafter in Israel Rudolf Dreßler, zahlreiche Bundestagsabgeordnete aller Parteien und jeweils die Oberbürgermeister der Stadt Wuppertal.
In den Jahren 1971, 1974, 1980, 1981 und 1982 richtete die Deutsche Bundespost Sonderpostämter mit Sonderstempeln zum Vohwinkeler Flohmarkt ein.

## Aktuelle Entwicklung nach 2010
Nach dem tragischen Unglück bei der Loveparade 2010 wurden die Auflagen für Großveranstaltungen im Allgemeinen und dem Vohwinkeler Flohmarkt im Speziellen überdacht. Kurz nach der Veranstaltung 2011 verkündete der Vorstand der AGVV als verantwortlicher Organisator des Flohmarktes, dass ihm die Verantwortung als ehrenamtlich tätiger Veranstalter zu hoch sei. Laut einer Pressemeldung wurde von einem „Genehmigungs-Chaos“ gesprochen und dass sich die Stadt Wuppertal die Verantwortung über die Veranstaltung an der Arbeitsgemeinschaft abgewälzt hatte. 2012 fiel der Flohmarkt daher komplett aus. Im Mai 2012 gründete sich der Verein „Vohwinkeler Flohmarkt e.V.“ der ab 2013 wieder einen Vohwinkeler Flohmarkt veranstaltet. 2019 wird der Flohmarkt erneut komplett ausfallen, nachdem im Februar 2019 vor dem Wuppertaler Landgericht um eine nicht bezahlte Forderung in Höhe von 8.800 Euro unter anderem für das Aufstellen von Verkehrsschildern gestritten wurde.